# Equipo de Copa Davis de Paraguay
El Equipo paraguayo de Copa Davis es el representativo de Paraguay en la máxima competición internacional a nivel de naciones del tenis. Su organización está a cargo de la Asociación Paraguaya de Tenis (APT), siendo su actual capitán Paulo Sergio Carvallo. 

## Historia
Paraguay compitió por primera vez en la Copa Davis en el año 1931, y luego volvió a competir solo en el año 1982. Su mejor resultado fue llegar a los cuartos de final del Grupo Mundial en cuatro oportunidades en los años 1983, 1984, 1985 y 1987. Las mejores actuaciones de Paraguay fueron durante los 1980s, cuando alcanzó los cuartos de final en 4 ocasiones. Tres de estas rondas se decidieron en el 5 partido

## Estadios

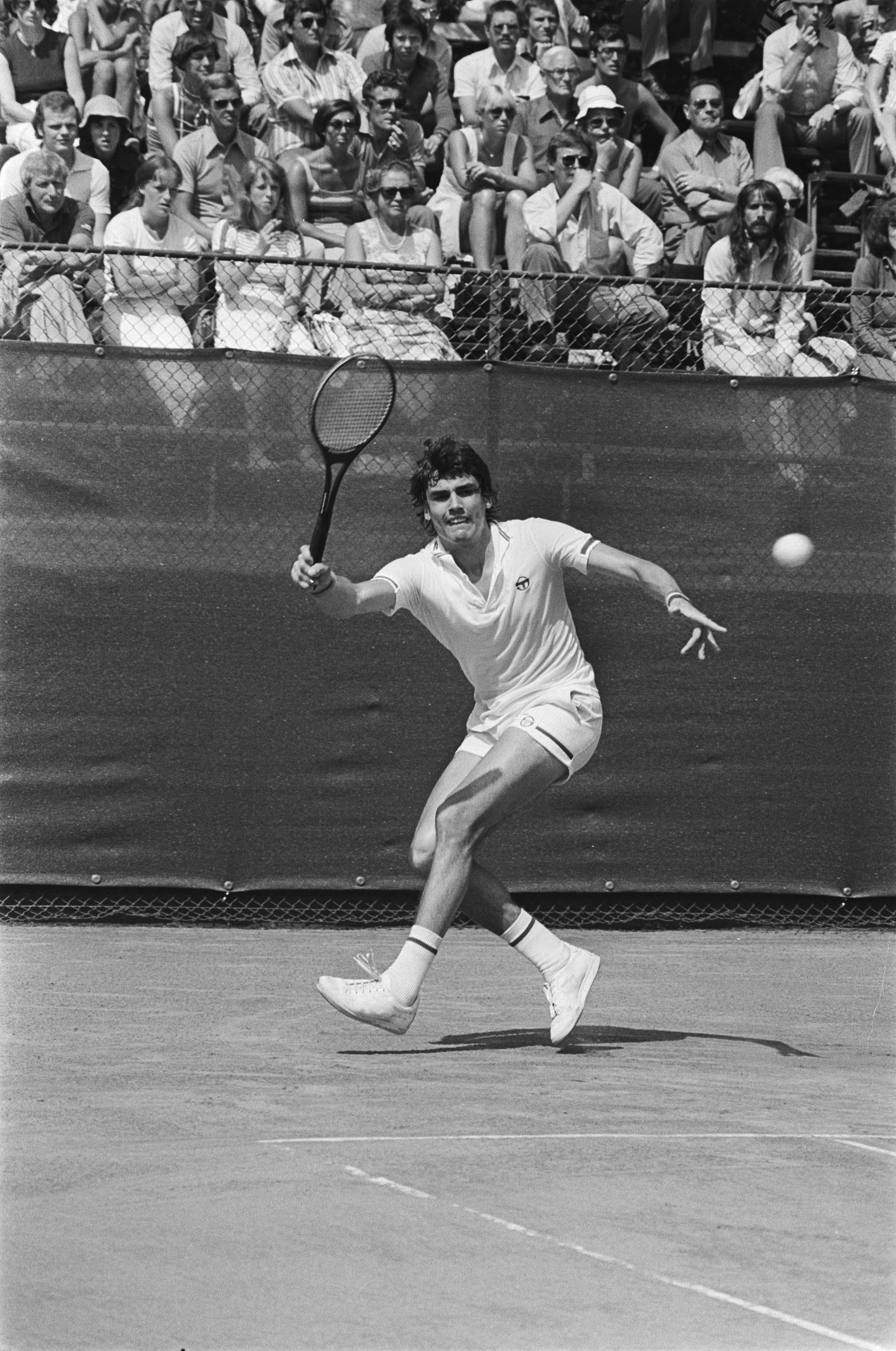
Víctor Pecci

El equipo Paraguayo de Copa Davis ha jugado de local por primera vez en 1931 en el Asunción Tenis Club, aunque no posee un local propio esto obligaba a usar instalaciones de clubes y complejos deportivos y jugaría durante décadas en las instalaciones del Yacht y Golf Club Paraguayo sobre polvo de ladrillo en Lambaré, Gran Asunción. Otras sedes del equipo paraguayo han sido Consejo Nacional de Deportes sobre Parque en Asunción y Club Internacional de Tenis (CIT). 

### Jugadores Ilustres
- Víctor Pecci
- Francisco González
- Ramón Delgado[3]
- Hugo Chapacú
- Rubén Alvarenga

## Plantel
| Jugador                   | Individuales | Dobles |
| ------------------------- | ------------ | ------ |
| José Orlando Benítez      | 2 - 1        | 0 - 1  |
| Gustavo "Finnito" Ramírez |              |        |
| Juan Carlos Ramírez       |              |        |
| Juan Borba Aguayo         |              |        |
| Alex Ruiz Díaz            |              |        |